# Моркока
Морко̀ка е река в Азиатската част на Русия, Източен Сибир, Република Якутия (Саха), десен приток на Марха, от басейна на Вилюй. Дължината ѝ е 841 km, която ѝ отрежда 59-о място по дължина сред реките на Русия.
Река Моркока води началото си от северната, най-висока част на Вилюйското плато, разположено в централната част на Средносибирското плато, на 678 m н.в., в западната част на Република Якутия (Саха). Първите 120 km от течението на реката долината ѝ е тясна и дълбоко (до 150 m) врязана в скалните породи. Руслото е предимно праволинейно, с участъци до 10 km, широко до 50 m, с малко острови, множество бързеи и прагове и скорост на течението от 0,5 до 0,7 m/s. Следващите около 500 km долината на Моркока се разширява, но бързеите и праговете остават, а скоростта на течението се запазва. Ширината на руслото се увеличава до 100 m, дълбочината варира от 0,3-0,7 m на праговете до 1-2 m в по-спокойните участъци. Последните 232 km река Моркока протича по западната част на Централноякутската равнина. Тук долината ѝ още повече се разширява, руслото и достига до 120-150 m ширина и се появяват множество меандри с дължини от 12 до 18 km и радиуси от 0,5 до 2,5 km. Влива се отдусно в река Марха, ляв приток на Вилюй, при нейния 585 km, на 145 m н.в.
Водосборният басейн Моркока има площ от 32,4 хил. km2, което представлява 32,73% от водосборния басейн на река Марха и се простира в западната част на Република Якутия (Саха).
Границите на водосборния басейн на реката са следните:
- на северозапад – водосборния басейн на река Оленьок, вливаща се в море Лаптеви;
- на север – водосборните басейни на река Мархара и други по-малки Десни притоци на Марха;
- на юг и югозапад – водосборните басейни на реките Игиата, Холомолох-Юрях, Лахарчана, Сюн и Могди, леви притоци на Вилюй.

Река Моркока получава 248 притока с дължина над 15 km, като 2 от тях са с дължина над 100 km:
- 464 → Тангхай 131 / 2540
- 142 → Моркока-Мархарата 179 / 3830

Подхранването на реката е смесено, снежно и дъждовно, а ролята на подземното е незначителна. Режимът на оттока се характеризира с високи пролетно-летни води (май и юни), прекъсвано от епизодични (3-4 пъти) големи прииждания в резултат от поройни дъждове. Среден многогодишен отток при село Моркока, на 380 km от устието 108 m3/s, което като обем представлява 3,409 km3/год., максимален 3740 m3/s, минимален 4,26 m3/s. Замръзва през втората половина на октомври, а се размразява в края на май. Поради това, че климатът в басейна на Моркока е изключително суров, рязко континентален, в горното течение реката замръзва до дъно за период от 7 месеца.
По течението на река Моркока има само едно постоянно населено място: село Моркока, разположено на шосето от град Ленск за град Удачни.